# 23 de junho
23 de junho é o 174.º dia do ano no calendário gregoriano (175.º em anos bissextos). Faltam 191 dias para acabar o ano.

## Eventos históricos

1894: Fundação do Comitê Olímpico Internacional

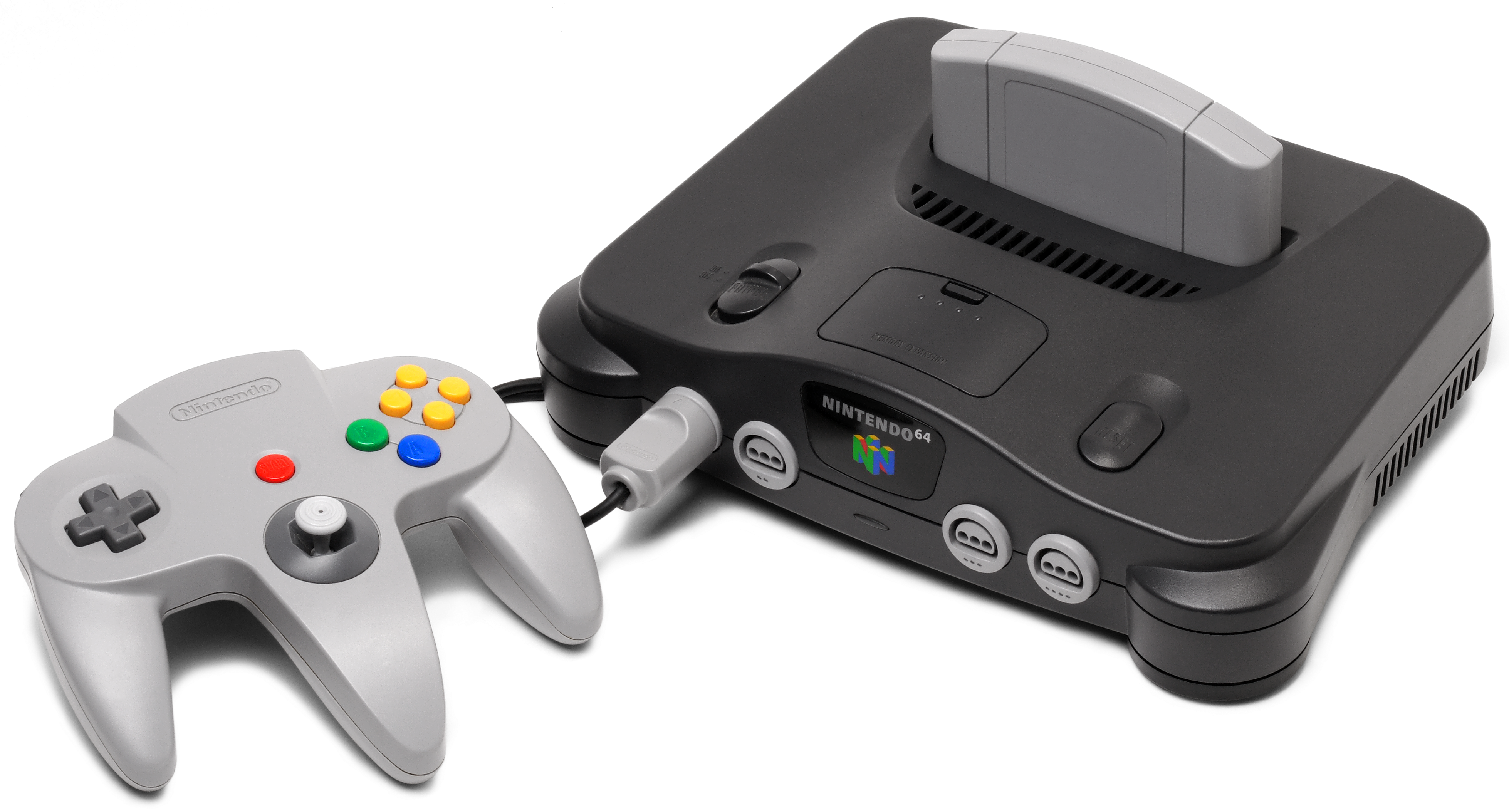
1996: Lançamento do Nintendo 64

- 0229 — Sun Quan se proclama imperador do Wu Oriental.
- 1266 — Guerra de São Sabas: na Batalha de Trapani, os venezianos derrotam uma frota genovesa maior, capturando todos os seus navios.
- 1280 — A Reconquista Espanhola: na Batalha de Moclín, o Emirado de Granada embosca uma força perseguidora superior, matando a maioria deles em um desastre militar para o Reino de Castela.[1]
- 1305 — Um tratado de paz entre flamengos e franceses é assinado em Athis-sur-Orge.
- 1314 — Primeira Guerra de Independência da Escócia: começa a Batalha de Bannockburn, ao sul de Stirling.
- 1483 — Papa Sisto IV profere a excomunhão e o interdito à República de Veneza.
- 1532 — Henrique VIII de Inglaterra e Francisco I de França assinam um tratado secretamente contra o imperador Carlos V.
- 1565 — Dragute Arrais, comandante da marinha do Império Otomano, morre durante o Cerco de Malta.
- 1594 — Ação do Faial, Açores. A nau portuguesa Cinco Chagas, carregada de escravos e tesouros, é atacada e afundada por navios ingleses com apenas 13 sobreviventes dos mais de 700 a bordo.
- 1683 — William Penn assina um tratado de amizade com os índios Lenapes, na Pensilvânia.
- 1757 — Batalha de Plassey: três mil soldados britânicos sob o comando de Robert Clive derrotam um exército indiano de 50 000 homens sob o comando de Siraj ud-Daulah em Plassey.
- 1758 — Guerra dos Sete Anos: Batalha de Krefeld: forças britânicas, hanoverianas e prussianas derrotam as tropas francesas em Krefeld, na Alemanha.[2]
- 1760 — Guerra dos Sete Anos: Batalha de Landeshut: a Áustria derrota a Prússia.[3]
- 1794 — Catarina, a Grande da Rússia permite que os judeus possam morar em Kiev.
- 1810 — John Jacob Astor forma a Pacific Fur Company.
- 1812 — Guerra Anglo-Americana de 1812: a Grã-Bretanha revoga as restrições ao comércio americano, eliminando assim uma das principais razões para ir à guerra.
- 1828 — Rei Miguel I de Portugal usurpa a coroa da sua sobrinha, a rainha Maria II de Portugal, dando início às Guerras Liberais.
- 1865 — Guerra Civil Americana: em Fort Towson, no território de Oklahoma, o brigadeiro-general confederado Stand Watie entrega o último exército confederado significativo.
- 1868 — Máquina de escrever: Christopher Latham Sholes recebeu uma patente para uma invenção que ele chamou de "Type-Writer".
- 1894 — Fundação do Comitê Olímpico Internacional na Sorbona, em Paris, por iniciativa do barão Pierre de Coubertin.
- 1913 — Segunda Guerra dos Bálcãs: os gregos derrotam os búlgaros na Batalha de Doiran.[4]
- 1914
  - Revolução Mexicana: Pancho Villa toma Zacatecas de Victoriano Huerta.
  - Toma posse em Portugal o 7.º governo republicano, chefiado pelo presidente do Ministério Bernardino Machado.
- 1919 — Guerra de Independência da Estônia: a derrota decisiva do Baltische Landeswehr na Batalha de Cēsis; esta data é celebrada como o Dia da Vitória na Estônia.[5]
- 1931 — Wiley Post e Harold Gatty decolam de Roosevelt Field, Long Island, na tentativa de circunavegar o mundo em um avião monomotor.
- 1940
  - Inauguração da Exposição do Mundo Português, em Lisboa.
  - Adolf Hitler faz uma excursão de três horas pela arquitetura de Paris com o arquiteto Albert Speer e o escultor Arno Breker em sua única visita à cidade
- 1941 — A Frente Ativista Lituana declara independência da União Soviética e forma o Governo Provisório da Lituânia; dura apenas brevemente, pois os nazistas ocuparão a Lituânia algumas semanas depois.
- 1956 — Assembleia Nacional Francesa dá o primeiro passo na criação da Comunidade Francesa, aprovando a Lei-cadre Defferre, transferindo uma série de poderes de Paris para governos territoriais eleitos na África Ocidental Francesa.
- 1959 — O espião condenado do Projeto Manhattan, Klaus Fuchs, é libertado após apenas nove anos de prisão e autorizado a emigrar para Dresden, Alemanha Oriental, onde retoma sua carreira científica.
- 1960 – A Food and Drug Administration dos Estados Unidos declara Enovid como a primeira pílula contraceptiva oral combinada oficialmente aprovada no mundo.
- 1967 — Guerra Fria: o presidente dos Estados Unidos Lyndon B. Johnson se encontra com o primeiro-ministro soviético Alexei Kossygin em Glassboro, Nova Jersey, para a Conferência de Cúpula de Glassboro de três dias.
- 1961 — Guerra Fria: entra em vigor o Tratado da Antártida, que estabelece a Antártica como uma reserva científica e proíbe a atividade militar no continente.
- 1969 — IBM anuncia que, a partir de janeiro de 1970, o preço de seus softwares e serviços será avaliado separadamente do hardware, criando assim a moderna indústria de software.
- 1972 — Escândalo Watergate: o presidente dos Estados Unidos, Richard M. Nixon, e o chefe de gabinete da Casa Branca, H. R. Haldeman, são gravados conversando sobre o uso ilegal da Agência Central de Inteligência (CIA) para obstruir a investigação do FBI sobre as invasões de Watergate.[6]
- 1985 — Uma bomba terrorista explode no Aeroporto Internacional de Narita, perto de Tóquio. Uma hora depois, o mesmo grupo detona uma segunda bomba a bordo do voo 182 da Air India, derrubando o Boeing 747 na costa da Irlanda matando todos os 329 a bordo.
- 1991
  - Moldávia declara sua independência da URSS.
  - Sonic the Hedgehog é lançado na América do Norte na plataforma Sega Genesis, dando início à popular franquia de videogames.
- 1996 — O console de videogame doméstico Nintendo 64 é lançado pela primeira vez no Japão, com a Nintendo vendendo 32,93 milhões de unidades em todo o mundo.
- 2001 — O sismo de 8,4 Mw no sul do Peru abala a costa do Peru com uma intensidade máxima Mercalli de VIII (Grave). Um tsunami destrutivo seguiu-se, deixando pelo menos 74 mortos e 2 687 feridos.
- 2014 — As últimas armas químicas declaradas da Síria são enviadas para destruição.[7]
- 2016 — Reino Unido aprova em um referendo a sua saída da União Europeia, 52% a 48%.
- 2017 — Uma série de ataques terroristas ocorre no Paquistão, resultando em 96 mortos e 200 feridos.[8]
- 2018 — Doze meninos e um assistente técnico de um time de futebol da Tailândia ficam presos em uma caverna inundada, levando a uma operação de resgate de 18 dias.
- 2024 — Ataques terroristas coordenados no Daguestão, Rússia, deixam 28 mortos.

## Nascimentos

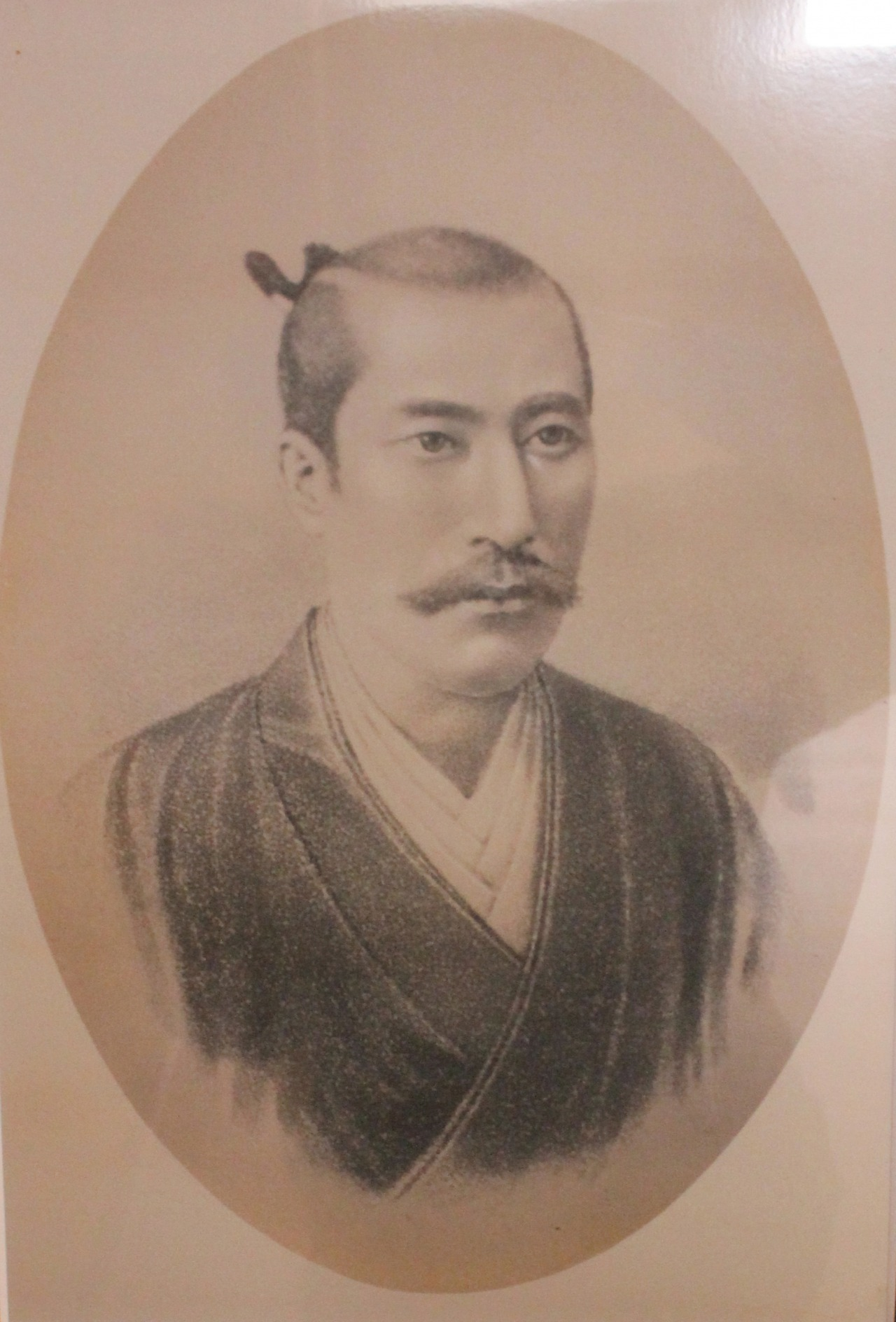
Oda Nobunaga

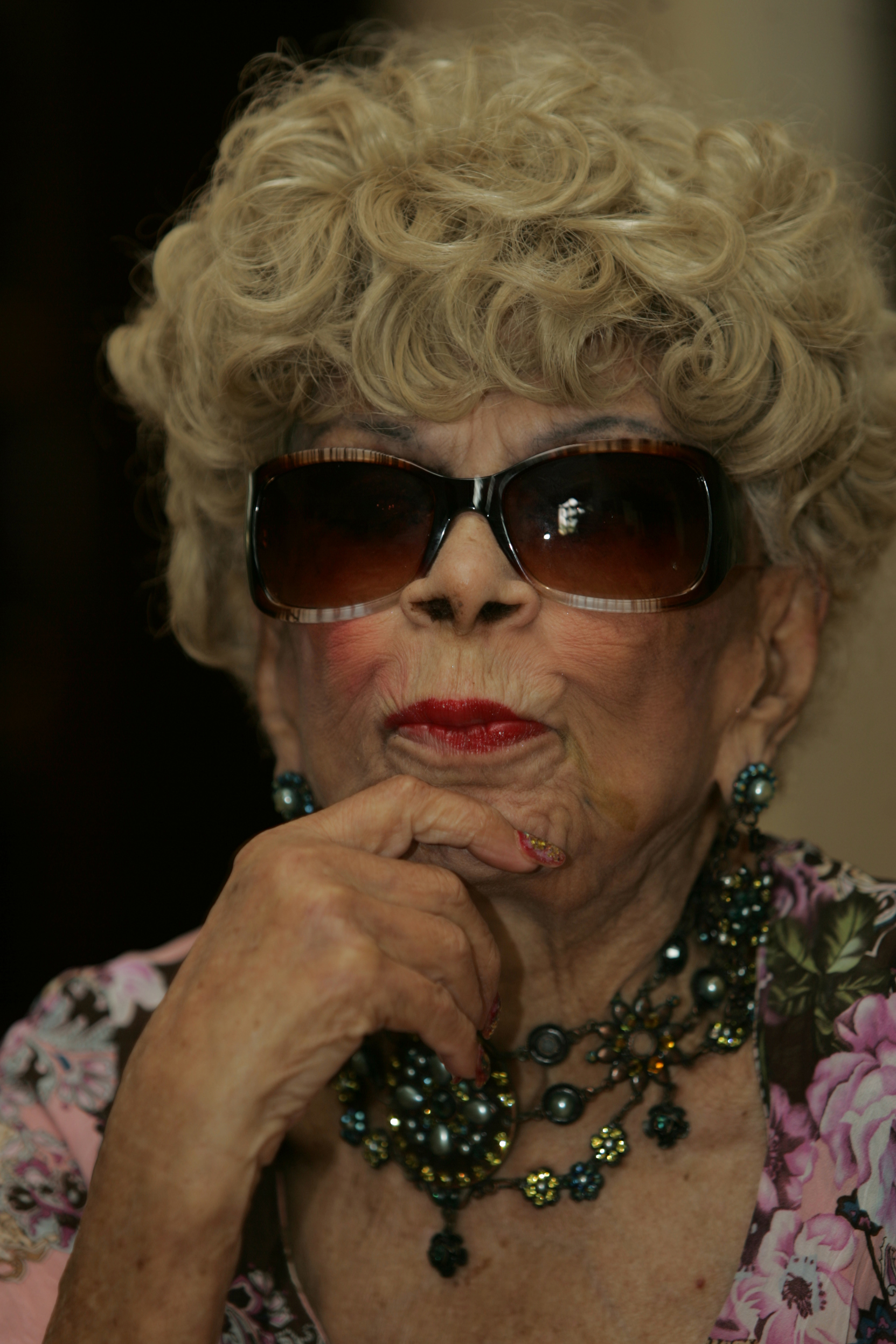
Dercy Gonçalves

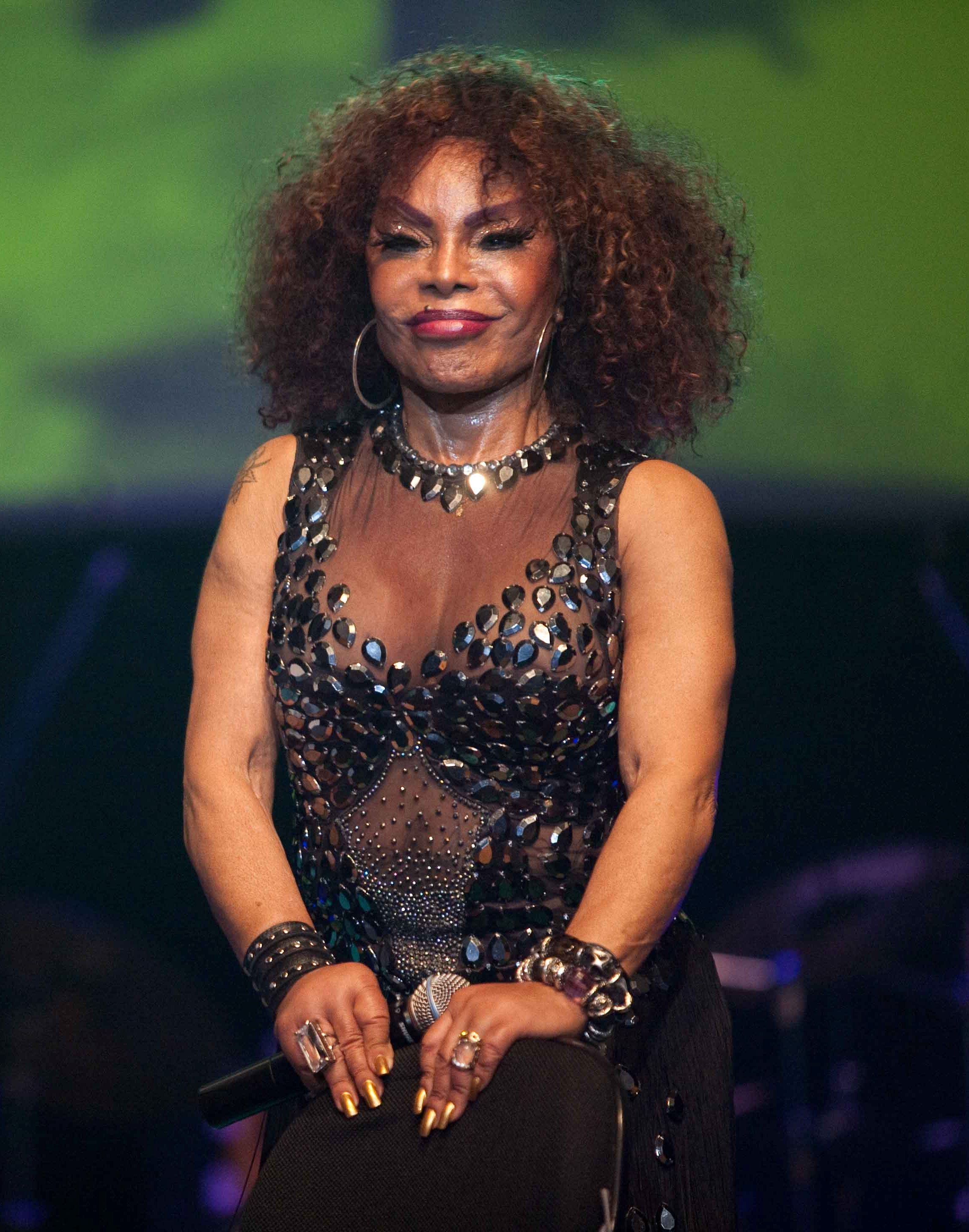
Elza Soares

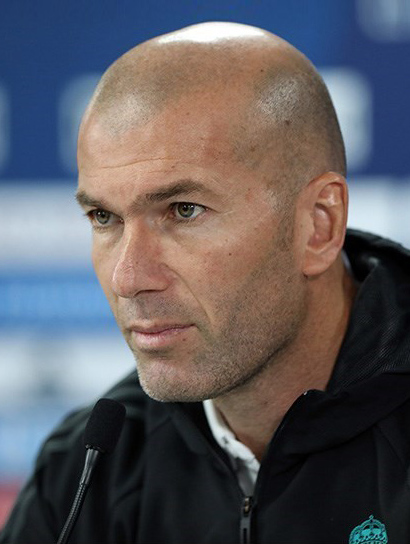
Zinédine Zidane

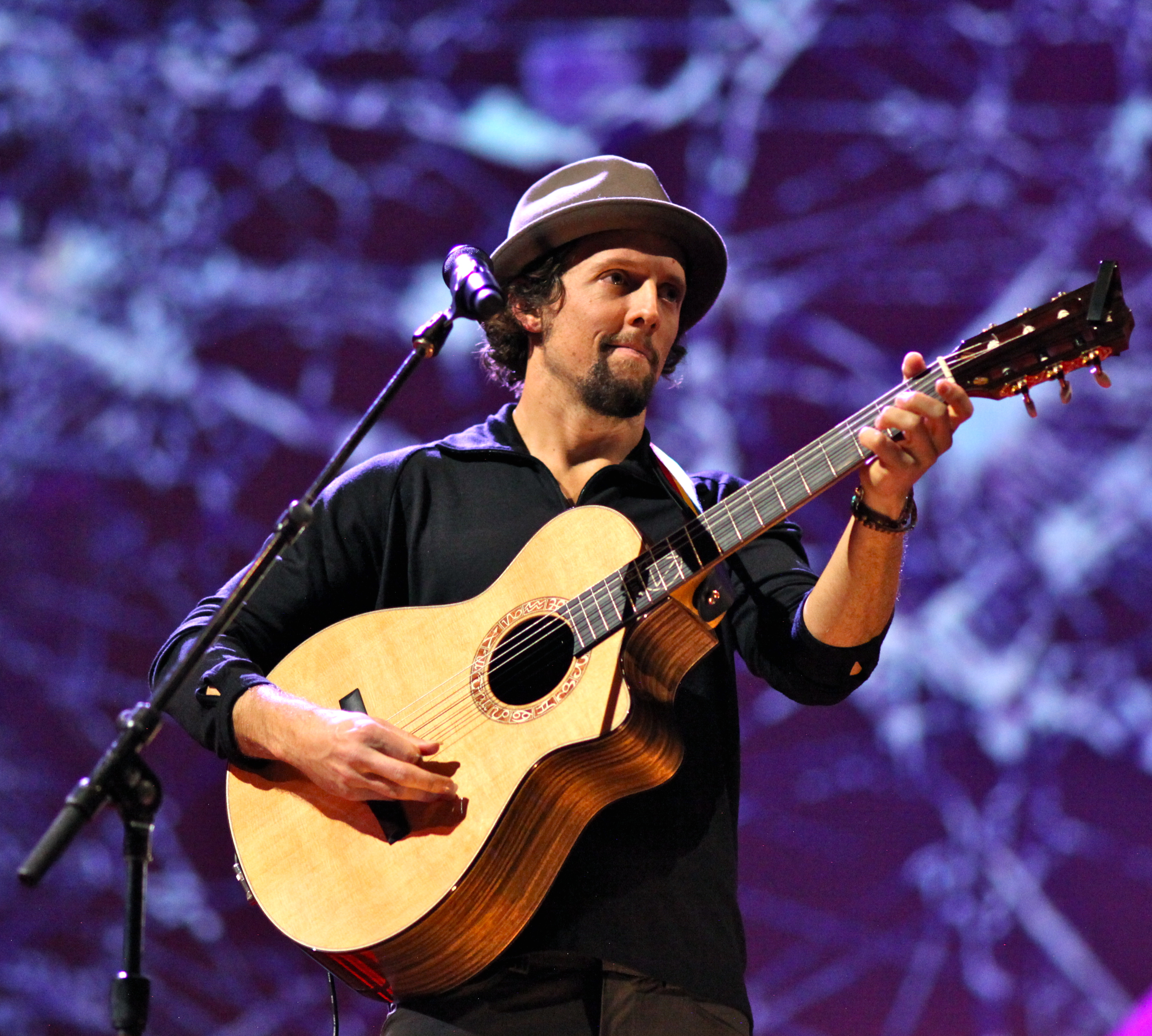
Jason Mraz

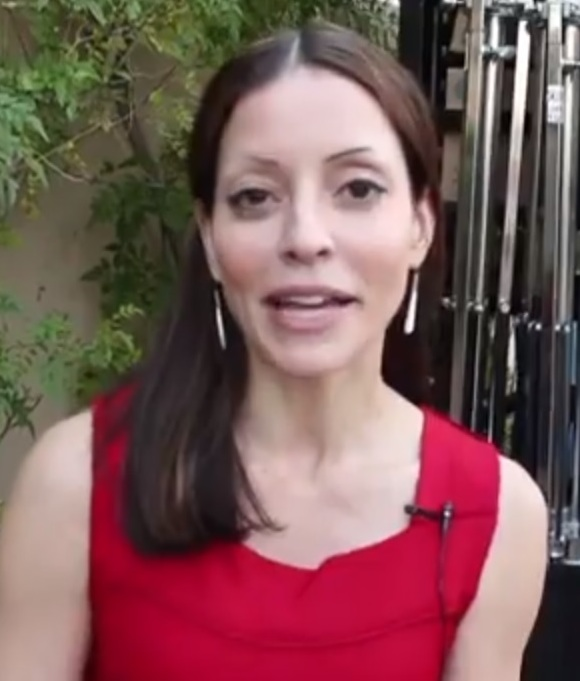
Emmanuelle Vaugier

### Anteriores ao século XIX
- 47 a.C. — Ptolemeu XV Cesarião, faraó ptolomaico (m. 30 a.C.).
- 1433 — Francisco II, Duque da Bretanha (m. 1488).
- 1456 — Margarida da Dinamarca, Rainha da Escócia (m. 1486).
- 1534 — Oda Nobunaga, daimiô japonês (m. 1582).
- 1596 — Johan Banér, militar sueco (m. 1641).
- 1654 — Sofia de Saxe-Weissenfels, princesa de Anhalt-Zerbst (m. 1724).
- 1668 — Giambattista Vico, filósofo e historiador italiano (m. 1744).
- 1708 — Maria Leszczyńska, rainha de França e Navarra (m. 1768).
- 1763 — Josefina de Beauharnais, imperatriz da França (m. 1814).

### Século XIX
- 1804 — August Borsig, empresário alemão (m. 1854).
- 1824 — Carl Reinecke, compositor, professor e pianista alemão (m. 1910).
- 1826 — Louis Babel, religioso, geólogo e linguista suíço (m. 1912).
- 1832 — Gustav Jäger, naturalista alemão (m. 1917).
- 1841 — Benoît Malon, escritor e político francês (m. 1893).
- 1846 — Gaston Maspero, egiptólogo francês (m. 1916).
- 1862 — Maria da Paz de Espanha (m. 1946).
- 1875
  - Carl Milles, escultor sueco (m. 1955).
  - Jakob Tiedtke, ator alemão (m. 1960).
- 1883 — Geraldine Beamish, tenista britânica (m. 1972).
- 1886 — Carl Hårleman, ginasta sueco (m. 1948).
- 1889 — Anna Akhmatova, poetisa russa (m. 1966).
- 1891 — Fritz Essenfelder, futebolista teuto-brasileiro (m. 1952).
- 1892
  - Edmund Cobb, ator estadunidense (m. 1974).
  - Mieczysław Horszowski, pianista polonês (m. 1993).
- 1894
  - Eduardo VIII do Reino Unido (m. 1977).
  - Alfred Kinsey, entomologista e sexólogo estadunidense (m. 1956).

### Século XX

#### 1901–1950
- 1901 — Otto Heckmann, astrônomo alemão (m. 1983).
- 1903 — Louis Seigner, ator francês (m. 1991).
- 1906 — Lima Barreto, cineasta brasileiro (m. 1982).
- 1907
  - Dercy Gonçalves, atriz brasileira (m. 2008).
  - James Edward Meade, economista britânico (m. 1995).
- 1908 — Jaime, Duque de Segóvia (m. 1976).
- 1909 — Li Xiannian, político chinês (m. 1992).
- 1910 — Leônia Milito, religiosa católica ítalo-brasileira (m. 1980).
- 1911 — David Ogilvy, publicitário estadunidense (m. 1999).
- 1912
  - Alan Turing, matemático britânico (m. 1954).
  - Karol Borhy, futebolista e treinador de futebol eslovaco (m. 1997).
- 1915
  - Vilanova Artigas, arquiteto brasileiro (m. 1985).
  - Robin Montgomerie-Charrington, automobilista britânico (m. 2007).
- 1916
  - Isaura Bruno, atriz brasileira (m. 1977).
  - Ernest Wilimowski, futebolista teuto-polonês (m. 1997).
  - Leslie Thorne, automobilista britânico (m. 1993).
- 1919 — Mohamed Boudiaf, político argelino (m. 1992).
- 1921 — William Dray, filósofo canadense (m. 2009).
- 1924 — Ibrahim Sued, jornalista, apresentador de televisão, crítico e colunista social brasileiro (m. 1995).
- 1927
  - Herbert MacKay-Fraser, automobilista estadunidense (m. 1957).
  - Bob Fosse, dançarino e coreógrafo estadunidense (m. 1987).
- 1928 — Michael Shaara, escritor estadunidense (m. 1988).
- 1929 — Ted Lapidus, estilista francês (m. 2008).
- 1930
  - Donn Eisele, astronauta estadunidense (m. 1987).
  - Elza Soares, cantora brasileira (m. 2022).
  - Sebastião Ataíde de Melo, sindicalista e político brasileiro (m. 2011).
- 1931 — Ola Ullsten, político e diplomata sueco (m. 2018).
- 1935
  - Keith Burkinshaw, ex-futebolista e treinador de futebol britânico.
  - Günter Lörke, ex-ciclista alemão.
  - Imre Farkas, canoísta húngaro (m. 2020).
- 1936
  - Paolo Barison, futebolista italiano (m. 1979).
  - Konstantínos Simítis, político grego (m. 2025).
- 1937 — Martti Ahtisaari, político finlandês (m. 2023).
- 1938
  - Alan Vega, cantor e compositor estadunidense (m. 2016).
  - Marlene José Bento, jogadora de basquete brasileira (m. 2020).
- 1939 — João de Jesus Paes Loureiro, escritor brasileiro.
- 1940
  - Stuart Sutcliffe, músico britânico (m. 1962).
  - Sérgio Reis, cantor, compositor, apresentador, ator e político brasileiro.
  - Adam Faith, cantor, ator e jornalista britânico (m. 2003).
- 1941 — Keith Newton, futebolista britânico (m. 1998).
- 1943
  - James Levine, maestro estadunidense (m. 2021).
  - Albert Pintat, político andorrano.
- 1944
  - João Silvério Trevisan, escritor, dramaturgo e cineasta brasileiro.
  - Peter Bieri, filósofo e escritor suíço (m. 2023).
  - Richard Peter Stanley, matemático norte-americano.
- 1945 — John Garang, político sul-sudanês (m. 2005).
- 1947
  - Gaúcho da Fronteira, músico uruguaio-brasileiro.
  - Bryan Brown, ator australiano.
  - João Carlos Rodrigues, futebolista brasileiro (m. 2020).
  - Zvi Rosen, ex-futebolista israelense.
- 1948
  - Manuel Vilarinho, empresário e dirigente esportivo português.
  - Clarence Thomas, jurista norte-americano.
- 1949 — John Elkington, economista britânico.
- 1950 — Orani Tempesta, cardeal brasileiro.

#### 1951–2000
- 1951 — Michèle Mouton, ex-automobilista francesa.
- 1953
  - Armen Sarkissian, político armênio.
  - Filbert Bayi, ex-fundista tanzaniano.
  - Russell Mulcahy, cineasta e produtor musical australiano.
- 1955
  - Jean Tigana, ex-futebolista e treinador de futebol francês.
  - Glenn Danzig, músico estadunidense.
- 1956
  - Randy Jackson, produtor musical, compositor e músico estadunidense.
  - António Carmona Rodrigues, engenheiro civil e político português.
  - João Pereira Coutinho, empresário português.
- 1957 — Frances McDormand, atriz estadunidense.
- 1958
  - Chris Holmes, músico estadunidense.
  - Richard Descoings, funcionário público francês (m. 2012).
  - Pietro Fanna, ex-futebolista e treinador de futebol italiano.
- 1959
  - Cininha de Paula, atriz e diretora brasileira.
  - Wim De Coninck, ex-futebolista e treinador de futebol belga.
  - Duane Whitaker, ator norte-americano.
- 1960 — Fadil Vokrri, futebolista e dirigente esportivo kosovar (m. 2018).
- 1961
  - Rosana Lanzelotte, musicista e pesquisadora brasileira.
  - David Leavitt, escritor norte-americano.
- 1962 — Chuck Billy, músico estadunidense.
- 1963 — Astrid Carolina Herrera, atriz e modelo venezuelana.
- 1964
  - Wagner Tardelli, ex-árbitro de futebol brasileiro.
  - Joss Whedon, roteirista e diretor estadunidense.
- 1965
  - Paul Arthurs, guitarrista britânico.
  - Valery Meladze, cantor, compositor e produtor musical russo.
  - Antonio Carannante, ex-futebolista e treinador de futebol italiano.
- 1966 — Oliver-Sven Buder, ex-atleta de lançamento de peso alemão.
- 1967 — Álex Pina, escritor espanhol.
- 1968
  - Kleber Lucas, cantor e compositor brasileiro.
  - Tiken Jah Fakoly, cantor marfinense.
  - Hideo Yamamoto, desenhista japonês.
  - Kent Steffes, ex-jogador de vôlei de praia estadunidense.
- 1969
  - Fernanda Ribeiro, ex-atleta portuguesa.
  - Martin Klebba, ator estadunidense.
- 1970 — Christian Meier, cantor e ator peruano.
- 1971 — Enrique Romero, ex-futebolista espanhol.
- 1972
  - Zinédine Zidane, ex-futebolista e treinador de futebol francês.
  - Selma Blair, atriz estadunidense.
  - Go Oiwa, ex-futebolista e treinador de futebol japonês.
  - Alexandre Mota, jornalista brasileiro.
  - Julia Petit, publicitária brasileira.
- 1973
  - Eisuke Nakanishi, ex-futebolista japonês.
  - Lee Min-Sung, ex-futebolista sul-coreano.
  - Isaac Terrazas, ex-futebolista mexicano.
- 1974
  - Paweł Kryszałowicz, ex-futebolista polonês.
  - Sandra de Sequeiros Pereira, política e jurista portuguesa.
  - Joel Edgerton, ator australiano.
- 1975
  - DJ Antoine, DJ e produtor musical suíço.
  - KT Tunstall, cantora e compositora britânica.
  - Dele Adebola, ex-futebolista nigeriano.
  - Sibusiso Zuma, ex-futebolista sul-africano.
  - Tatiana Lysenko, ex-ginasta ucraniana.
  - Markus Zusak, escritor australiano.
- 1976
  - Patrick Vieira, futebolista, dirigente esportivo e treinador de futebol francês.
  - Emmanuelle Vaugier, atriz canadense.
  - Paola Suárez, ex-tenista argentina.
- 1977
  - Jason Mraz, cantor e compositor estadunidense.
  - Miguel Ángel Angulo, ex-futebolista espanhol.
  - Hayden Foxe, ator australiano.
- 1978
  - Frédéric Leclercq, músico francês.
  - Regiane Tápias, apresentadora de televisão brasileira.
- 1979
  - Brian Badza, ex-futebolista zimbabuano.
  - Valdin, jogador de futsal brasileiro.
  - Erick Elías, ator mexicano.
- 1980
  - Francesca Schiavone, ex-tenista italiana.
  - Melissa Rauch, atriz estadunidense.
- 1981
  - Antony Costa, músico britânico.
  - Giulio Migliaccio, ex-futebolista italiano.
- 1983
  - Julianne Trevisol, atriz brasileira.
  - Luisa Micheletti, apresentadora e atriz brasileira.
  - José Manuel Rojas, ex-futebolista chileno.
  - Pawo Choyning Dorji, cineasta e fotógrafo butanês.
  - Kari Arkivuo, ex-futebolista finlandês.
  - Miles Fisher, ator e músico estadunidense.
- 1984
  - Aimee Anne Duffy, cantora britânica.
  - Manuel Iturra, ex-futebolista chileno.
  - Akgul Amanmuradova, tenista uzbeque.
  - Takeshi Matsuda, ex-nadador japonês.
- 1986
  - Mariano, futebolista brasileiro.
  - Luis Manuel Seijas, ex-futebolista venezuelano.
- 1987
  - Nando de Colo, jogador de basquete francês.
  - Anton Putsila, ex-futebolista bielorrusso.
  - Kenny Dawkins, jogador de basquete estadunidense.
- 1988
  - Chellsie Memmel, ginasta estadunidense.
  - Javier Acuña, futebolista espanhol.
  - Simão Mate Júnior, ex-futebolista moçambicano.
  - Anselmo Ramon, futebolista brasileiro.
  - Isabella Leong, atriz chinesa.
- 1989
  - Narcisse Bambara, ex-futebolista burquinês.
  - Marielle Jaffe, atriz e modelo estadunidense.
  - Giovanni Palmieri dos Santos, ex-futebolista brasileiro.
  - Ayana Taketatsu, dubladora japonesa.
  - Rafael Pires Monteiro, futebolista brasileiro.
  - Kristoffer Nordfeldt, futebolista sueco.
- 1990
  - Adolphe Teikeu, futebolista camaronês.
  - Vasek Pospisil, tenista canadense.
- 1991
  - Penelope Mitchell, atriz australiana.
  - Erlon Silva, canoísta brasileiro.
- 1992
  - Bridget Sloan, ginasta estadunidense.
  - Nampalys Mendy, futebolista senegalês.
  - Carolina Loureiro, atriz, apresentadora e modelo portuguesa.
  - Kate Melton, atriz estadunidense.
  - Pablo, futebolista brasileiro.
- 1993
  - Michelle Jenneke, atleta australiana.
  - Thomas Partey, futebolista ganês.
  - Victor Luis, futebolista brasileiro.
- 1994
  - Connor Jessup, ator e produtor estadunidense.
  - Roger Martínez, futebolista colombiano.
  - Moi Gómez, futebolista espanhol.
  - HoYeon Jung, atriz e modelo sul-coreana.
  - Wanarat Ratsameerat, ator, cantor e ceramista tailandês.
- 1995
  - Danna Paola, atriz e cantora mexicana.
  - Hao Yun, nadador chinês.
- 1997 — Matheus Fagundes, ator brasileiro.
- 1998
  - Isabela Onyshko, ginasta canadense.
  - Josip Brekalo, futebolista croata.

### Século XXI
- 2001 — Bárbara Bandeira, cantora portuguesa.
- 2004 — Mana Ashida, atriz e cantora japonesa.
- 2006 — Lee Chae-mi, atriz sul-coreana.

## Mortes

### Anteriores ao século XIX
- 0079 — Vespasiano, imperador romano (n. 9).
- 1290 — Henrique IV, o Justo, duque da Breslávia (n. 1256).
- 1324 — Aimer de Valence, 2º Conde de Pembroke (n. 1270).
- 1356 — Margarida II, Condessa de Hainaut, imperatriz e rainha alemã (n. 1310).
- 1537 — Pedro de Mendoza, explorador espanhol (n. 1499).
- 1565 — Dragute Arrais, corsário e almirante otomano (n. 1485).
- 1674 — Francisco de Sousa, marquês das Minas, militar e embaixador português (n. 1615).
- 1677 — Guilherme Luís, duque de Württemberg (n. 1647).
- 1770 — Mark Akenside, poeta e médico britânico (n. 1721).
- 1798 — Emilia Olivia St. George, Duquesa de Leinster (n. 1753).

### Século XIX
- 1806 — Mathurin Jacques Brisson, naturalista francês (n. 1723).
- 1811 — Nicolau Tolentino de Almeida, poeta português (n. 1740).
- 1836 — James Mill, filósofo britânico (n. 1773).
- 1838 — Georgiana Cholmondeley, Marquesa de Cholmondeley (n. 1764)
- 1848 — Maria Leopoldina de Áustria-Este, arquiduquesa da Áustria (n. 1776).
- 1859 — Maria Pavlovna da Rússia (n. 1786).
- 1881 — Matthias Schleiden, botânico alemão (n. 1804).
- 1891 — Wilhelm Eduard Weber, físico alemão (n. 1804).
- 1893 — Theophilus Shepstone, estadista britânico (n. 1817).

### Século XX
- 1921 — João do Rio, jornalista brasileiro (n. 1881).
- 1956 — Reinhold Glière, compositor russo (n. 1875).
- 1959 — Boris Vian, escritor e músico francês (n. 1920).
- 1969
  - Chuck Taylor, basquetebolista norte-americano (n. 1901).
  - Volmari Iso-Hollo, atleta finlandês (n. 1907).
- 1980 — Varahagiri Venkata Giri, político indiano (n. 1894).
- 1981 — Zarah Leander, cantora e atriz sueca (n. 1907).
- 1982 — Argemiro de Assis Brasil, militar brasileiro (n. 1907).
- 1991 — António Jacinto, poeta angolano (n. 1924).
- 1995 — Jonas Salk, virologista e epidemiologista norte-americano (n. 1914).
- 1996
  - Andréas Papandréou, político grego (n. 1919).
  - Paulo César Farias, empresário brasileiro (n. 1945).
- 1998
  - Leandro, cantor e compositor brasileiro (n. 1961).
  - Maureen O'Sullivan, atriz irlandesa (n. 1911).

### Século XXI
- 2001 — Corinne Calvet, atriz francesa (n. 1925).
- 2006 — Aaron Spelling, produtor de televisão estadunidense (n. 1923).
- 2008 — Arthur Chung, político guianês (n. 1918).
- 2009 — Manuel Saval, ator mexicano (n. 1956).
- 2011 — Peter Falk, ator estadunidense (n. 1927).
- 2016
  - Alberto Léo, jornalista esportivo brasileiro (n. 1950).
  - Cecilia María de la Santa Faz, freira católica argentina (n. 1973).
- 2025 — Lea Massari, atriz italiana (n. 1933).

## Feriados e eventos cíclicos

### Internacional
- Dia do Atleta Olímpico
- Dia Universal Olímpico
- Dia do Desporto Olímpico
- Dia do Lavrador
- Dia das Nações Unidas para o Serviço Público
- Dia Internacional das Mulheres na Engenharia

### Cristianismo
- Véspera do Nascimento de João Batista
- José Cafasso
- Papa Inocêncio V

## Outros calendários
- No calendário romano era o 9.º dia (IX) antes das calendas de julho.
- No calendário litúrgico tem a letra dominical F para o dia da semana.
- No calendário gregoriano a epacta do dia é iv.